# Hang On to Yourself
Hang On to Yourself is een nummer van de Britse muzikant David Bowie en voor het eerst uitgebracht als single in 1971 met de band Arnold Corns. Een opnieuw opgenomen versie, met Bowie en zijn band The Spiders from Mars, werd in 1972 uitgebracht op zijn album The Rise and Fall of Ziggy Stardust and the Spiders from Mars. De gitaarriff is representatief voor de glamrock-invloed als een brug tussen de rockabilly uit de jaren '50 en de punk die nog moest komen.
De Arnold Corns-versie van "Hang On to Yourself" was opgenomen op 25 februari 1971 en uitgebracht op single op 7 mei van dat jaar als B-kant van "Moonage Daydream". Op 11 augustus 1972 werd het nummer opnieuw uitgebracht als A-kant. Deze versie van het nummer werd ook uitgebracht als een bonustrack op de heruitgave van het album The Man Who Sold the World uit 1990. Ook kwam het voor op de heruitgave ter gelegenheid van de dertigste verjaardag The Rise and Fall of Ziggy Stardust and the Spiders from Mars uit 2002. De officiële line-up van de band, met ontwerper Freddie Buretti als frontman, was niet echt; Buretti was wel aanwezig bij de opnamesessie maar zijn bijdragen waren compleet verloren naast de opnamen van Bowie.
Bowie nam het nummer ook op voor het BBC-radioprogramma Sounds of the Seventies van Bob Harris op 18 januari 1972, uitgezonden op 7 februari. Op 16 mei nam hij het opnieuw op voor het radioprogramma van John Peel in een versie die werd uitgezonden op 23 mei. Beide nummers verschenen op het livealbum Bowie at the Beeb. Het nummer stond ook op verschillende livealbums, waaronder Live Santa Monica '72, Ziggy Stardust - The Motion Picture, Stage en A Reality Tour.

## Tracklijst
- Beide nummers betreft de Arnold-Corns versie; beide nummers geschreven door David Bowie.

1. "Hang On to Yourself" - 2:55
2. "Man in the Middle" - 4:20

## Muzikanten
Arnold Corns-versie
- David Bowie: zang, piano
- Freddi Buretti: zang
- Mark Carr-Pritchard: gitaar
- Peter DeSomogyi: basgitaar
- Tim Broadbent: drums, tamboerijn

Albumversie
- David Bowie: zang, akoestische gitaar
- Mick Ronson: leadgitaar
- Trevor Bolder: basgitaar
- Mick "Woody" Woodmansey: drums